# Александар фон Землински
Александар фон Землински (Беч, 14. октобар 1871 — Ларчмонт, 15. март 1942) био је аустријски композитор, диригент и наставник.

## Извор
1. ↑  „Alexander Zemlinsky | Austrian composer”. Encyclopedia Britannica (на језику: енглески). Приступљено 2021-01-26.
2. ↑  „The OREL Foundation | Alexander Zemlinsky | Biography”. orelfoundation.org. Приступљено 2025-01-15.